# مسجد سيدي مدين الأشموني
مسجد سيدي مدين الأشموني بني حوالي (870هـ-1465م) يقع بحارة مدين في باب الشعرية، وبه ضريح سيدي مدين الذي كان من المتصوفين. أمر بإنشاء المسجد الخوند مغل بنت القاضي ناصر الدين البارزي كاتم السر بالديار المصرية في عهد الملك المؤيد شيخ. وكان الشيخ محمد بن عبد الدايم المديني أحد علماء المالكية المتوفى سنة 885هـ/1480م وهو ابن أخت الشيخ مدين، كان هو الوسيط بين الخوند مغل هذه وبين خاله في طلب إنشاء هذا الجامع، وذلك بحكم صلته بابنة أخيها زينب بنت الكمال البارزي، إذ كان فقيهاً لها ومعلما.

## الوصف
اشتمل المسجد على حوش جنائزي إلى جانب حجرتين للدفن إحداهما خاصة بالشيخ مدين، والأخرى ربما خصصت لأولاده. واشتمل المسجد كذلك على مجموعة من العناصر الزخرفية والمعمارية كلها تمثل الأسلوب الذي ساد عمائر العصر الجركسي. وعلى الرغم من أن المسجد يتبع طراز المدارس إلا أنه استعمل كمسجد وزاوية للشيخ مدين خصصت للصلاة وإلقائه الدروس على مريديه.
يتكون الجامع اليوم من صحن مستطيل تحيط به أربعة إيوانات ،إيوان القبلة وتتقدمه بائكة من ثلاثة عقود على شكل حدوة الفرس المدببة ، تعتمد على عمودين من الرخام تيجانها إسلامية الطراز على شكل ثمرة الرمان. ويحتوى إيوان القبلة على محراب كبير في وسط جدار الإيوان على كل من جانبيه محرابان صغيران سدت جميعها الآن ويعلو حائط القبلة أربع نوافذ مملوءة بالجص والزجاج المعشق،ويعلو المحراب الرئيسى في الوسط نافذة مستديرة مملوءة بالزجاج المتعدد الألوان.

## وصلات خارجية
- وزارة الأوقاف المصرية